# Eden Fire
Eden Fire es el álbum debut de la banda de heavy metal sueca Sonic Syndicate. Es su primer álbum y el único en ser lanzado a través del sello discográfico estadounidense, Pivotal Rockordings. El álbum fue grabado y mezclado en Studiomega entre febrero de 2005 a junio de 2005 por Cristiano Plata y Manne Engström. El álbum fue re-lanzado el 9 de diciembre de 2008, a través de Pivotal Rockordings / Koch en América del Norte y Canadá. Debido a esto, el álbum vendió más de 10.000 ejemplares a finales del 2010. También fue el último disco de la banda con el baterista Kristoffer Bäcklund y tecladistas Andreas Mårtensson.

## Lista de canciones
Todas las letras fueron escritas por Richard Sjunnesson, toda la música fueron escritas Roger Sjunnesson
1. "Jailbreak"– 4:12
2. "Enhance My Nightmare" – 5:10
3. "History Repeats Itself" – 3:52
4. "Zion Must Fall" – 4:31
5. "Misanthropic Coil" – 3:53
6. "Lament of Innocence" – 3:43
7. "Prelude to Extinction" – 4:00
8. "Soulstone Splinter" – 4:18
9. "Crowned in Despair" – 4:33
10. "Where the Black Lotus Grows" – 4:47

- Datos: Q2340772